# حصن آل عاض (حجر الصيعر)

تعديل مصدري - تعديل

حصن آل عاض هي إحدى قرى عزلة حجر الصيعر بمديرية حجر الصيعر التابعة لمحافظة حضرموت، بلغ تعداد سكانها 13 نسمة حسب تعداد اليمن لعام 2004.